# 1995-ös konföderációs kupa (döntő)
Az 1995-ös konföderációs kupa döntőjét 1995. január 13-án játszották a rijádi Fahd király Stadionban. A két résztvevő Dánia és Argentína volt. A mérkőzést az európai csapat 2–0-ra nyerte meg.

## A mérkőzés
| 1995. január 13. 20:15 |

| Dánia                       | 2–0               | Argentína |
| --------------------------- | ----------------- | --------- |
| M. Laudrup 8' Rasmussen 75' | (1–0) Jegyzőkönyv |           |

| Fahd király Stadion, Rijád Nézőszám: 35 000 Játékvezető: Ali Búdzsszajm (egyesült arab emírségekbeli) |

| Dánia | Argentína |

| DÁNIA:                 |    |                     |     |     |
|                        |    |                     |     |     |
| GK                     | 20 | Mogens Krogh        |     |     |
| DF                     | 2  | Jacob Friis Hansen  |     |     |
| DF                     | 3  | Marc Rieper         |     |     |
| DF                     | 4  | Jes Hogh            | 75' |     |
| DF                     | 6  | Michael Schjønberg  |     |     |
| MF                     | 7  | Brian Steen Nielsen |     |     |
| MF                     | 10 | Michael Laudrup     |     | 26' |
| MF                     | 12 | Jacob Laursen       |     | 61' |
| MF                     | 13 | Jesper Kristensen   | 41' |     |
| FW                     | 11 | Brian Laudrup       |     |     |
| FW                     | 17 | Peter Rasmussen     |     |     |
| Cserék:                |    |                     |     |     |
|                        | 14 | Morten Wieghorst    |     | 26' |
|                        | 5  | Jens Risager        |     | 61' |
| Szövetségi kapitány:   |    |                     |     |     |
| Richard Møller Nielsen |    |                     |     |     |

| ARGENTÍNA:           |    |                    |          |     |
|                      |    |                    |          |     |
| GK                   | 1  | Carlos Bossio      |          |     |
| DF                   | 2  | Roberto Ayala      |          |     |
| DF                   | 3  | José Chamot        | 35′, 88′ |     |
| DF                   | 4  | Javier Zanetti     | 30'      |     |
| DF                   | 6  | Nestor Fabbri      | 60'      |     |
| MF                   | 8  | Alejandro Escudero |          |     |
| MF                   | 11 | Pascual Rambert    |          | 75' |
| MF                   | 16 | Ruben Jiménez      |          | 65' |
| MF                   | 20 | Christian Bassedas |          |     |
| FW                   | 7  | Ariel Ortega       |          |     |
| FW                   | 9  | Gabriel Batistuta  |          |     |
| Cserék:              |    |                    |          |     |
|                      | 18 | Gustavo Lopez      |          | 65' |
|                      | 10 | Marcelo Espina     |          | 75' |
| Szövetségi kapitány: |    |                    |          |     |
| Daniel Passarella    |    |                    |          |     |

| Asszisztensek: Mohammad Fanaei Mohamed Mansri |

| Az 1995-ös konföderációs kupa győztese |
| -------------------------------------- |
| DÁNIA 1. cím                           |